# Kostrzewa łąkowa
Kostrzewa łąkowa (Festuca pratensis Huds. lub Lolium pratense (Huds.) Darbysh.) – gatunek rośliny z rodziny wiechlinowatych o problematycznej pozycji systematycznej – tradycyjnie zaliczany do rodzaju kostrzewa Festuca, ale bliżej spokrewniony z rodzajem życica Lolium. Występuje jako gatunek rodzimy w strefie umiarkowanej Europy i Azji, a jako introdukowany także na obu kontynentach amerykańskich, w Australii i wschodniej Azji. W Polsce jest gatunkiem pospolitym. Jest rośliną uprawną.

## Morfologia

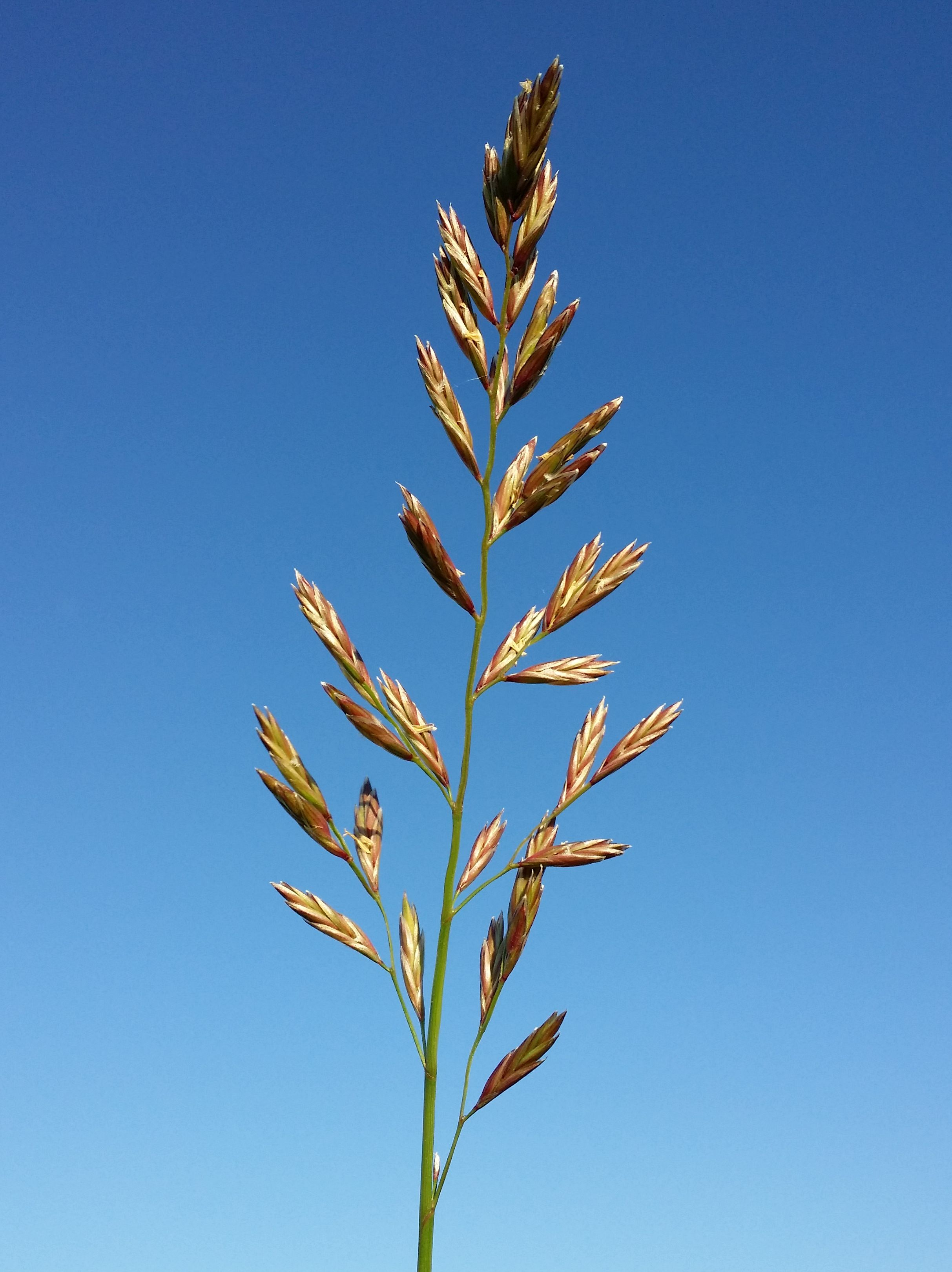
Kwiatostan

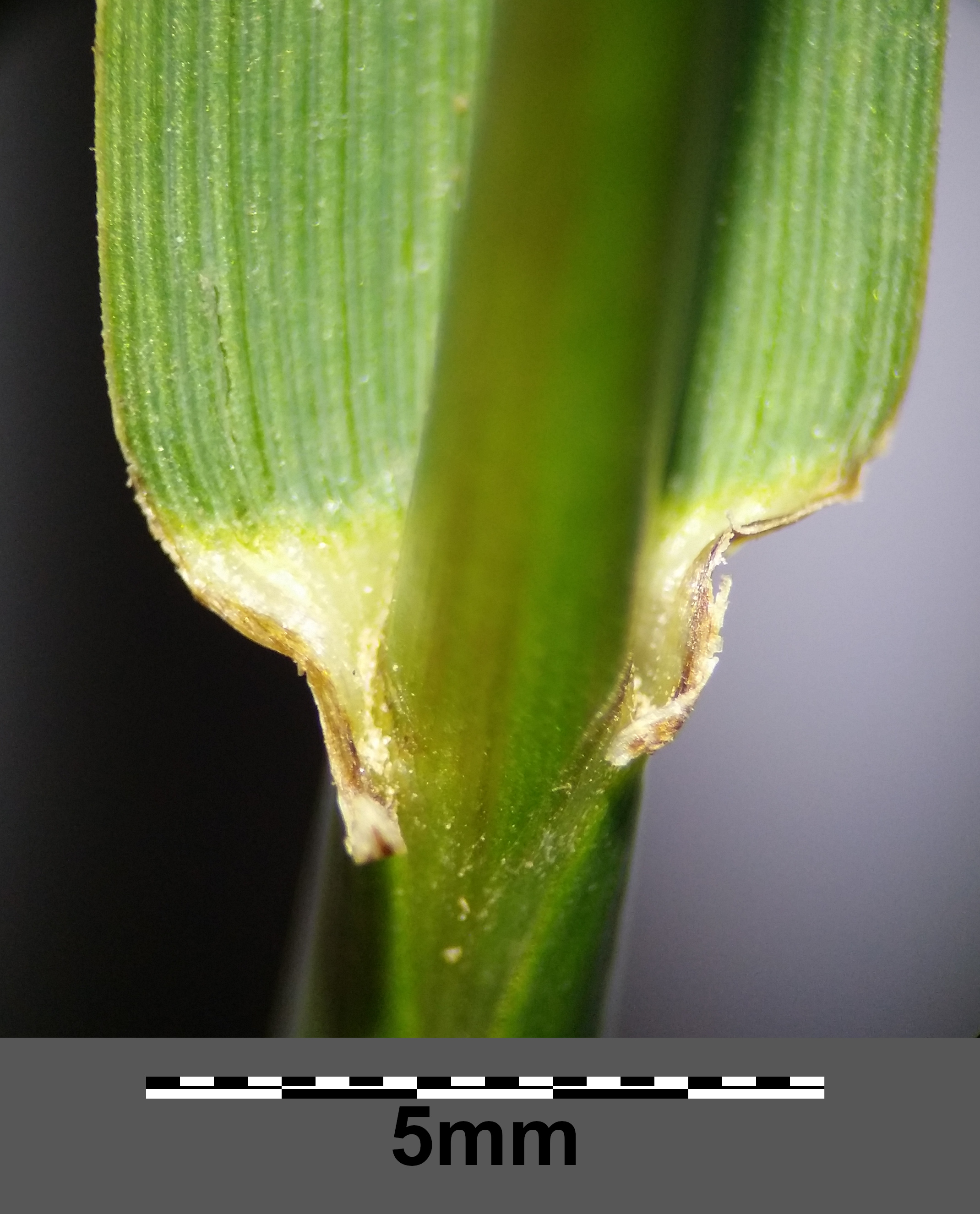
Nasada liścia z ostrogami i otwartą pochwą liściową

PokrójWieloletnia wysoka trawa luźno kępowa.
ŁodygaSłabo ulistnione źdźbło o wysokości do 1,2 m.
LiścieDługie (10–30 cm), zwisające, o wiotkiej blaszce, otwartej pochwie liściowej i dobrze widocznych nagich uszkach. W części odziomkowej pochwy liści mają charakterystyczny wygląd; są strzępiące się i brązowe. Górna strona blaszki ciemnozielona i błyszcząca. Szerokość blaszki 3–5 mm, języczek liściowy bardzo krótki.
KwiatyZebrane w luźną i słabo rozgałęzioną wiechę o długości 10–20 cm, która w okresie kwitnienia staje się rozpierzchła, po przekwitnięciu znów ścieśnia się. Najniższa gałązka wiechy zawiera 4–6 kłosków, a jej odgałęzienia 1–3 kłoski. Kłoski mają długość ok. 1 cm i zawierają przeważnie 7–8 kwiatów o ostro zakończonych plewach, ale bez ości. Plewki dolne są sztywne, górna jest 3-nerwowa. Pylniki o długości ok. 3 mm są przeważnie żółte, znamiona słupka piórkowate. Kwitnie w końcu maja i w czerwcu.

## Biologia i ekologia
Rośnie na łąkach i pastwiskach. W górach występuje po piętro kosówki. Hemikryptofit. W klasyfikacji zbiorowisk roślinnych gatunek charakterystyczny dla Cl. Molinio-Arrhenatheretea, Ass. Festuco pratensis-Plantaginetum.

## Zmienność
Tworzy mieszańce z k. czerwoną, kostrzewą olbrzymią, k. owczą, k. różnolistną, k. trzcinowatą, życicą trwałą i wielokwiatową (zob. kostrzyca).

## Zastosowanie
Kostrzewa łąkowa jest jedną z najlepszych traw pastewnych, stosowana jest także na pastwiskach. Zachowuje swoje wartości odżywcze również w sianie. Przeważnie bywa uprawiana w mieszankach z innymi gatunkami traw. Znajduje się w rejestrze roślin uprawnych Unii Europejskiej. Najlepiej rośnie na glebach wilgotnych i żyznych. Jest wytrzymała na mróz, źle znosi suszę i zacienienie.